# Donna Shalala

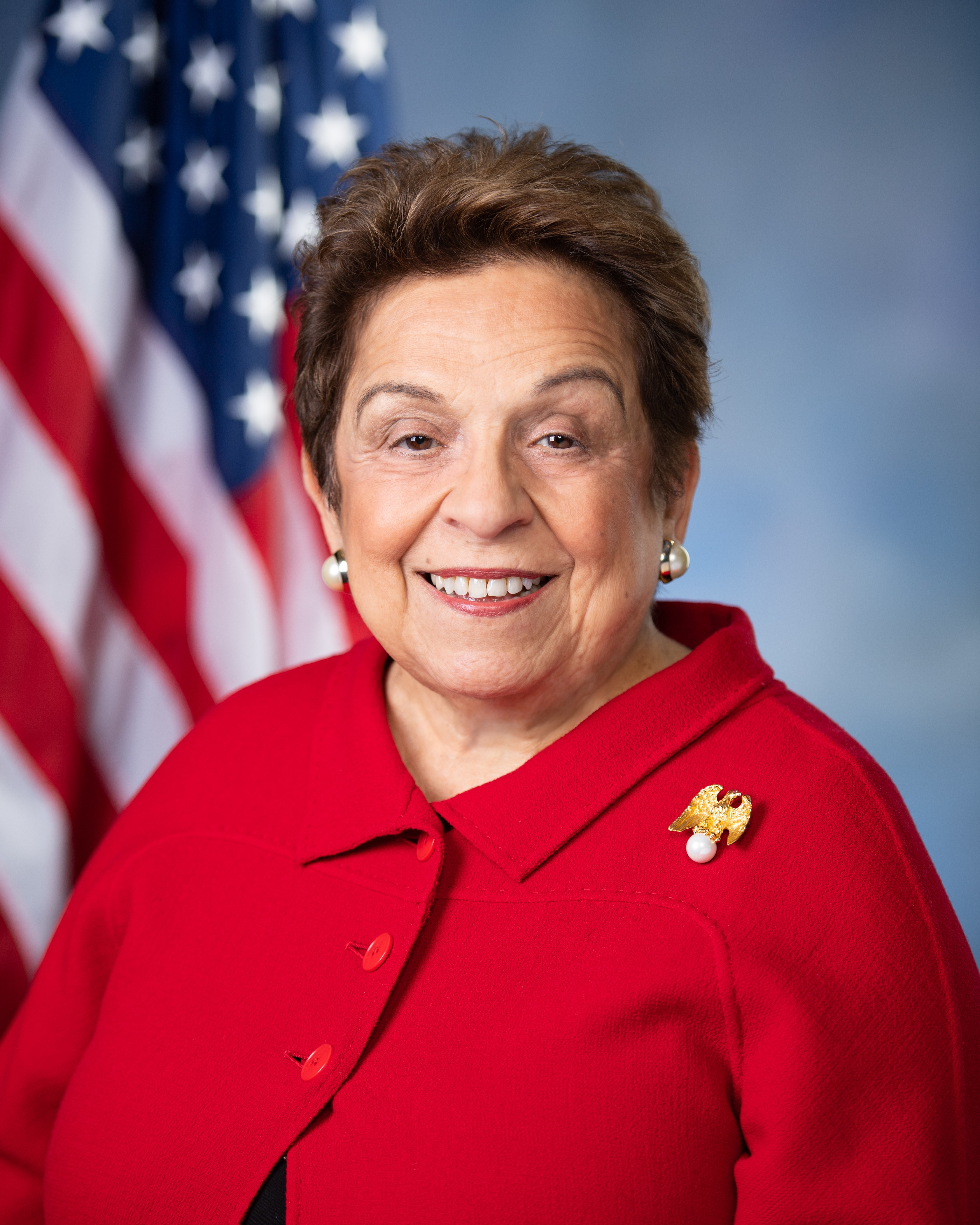
Donna Shalala (2019)

Donna Edna Shalala (* 14. Februar 1941 in Cleveland, Ohio) ist eine amerikanische Politikerin der Demokratischen Partei und Hochschullehrerin. Sie war von 1993 bis 2001 Gesundheitsministerin im Kabinett Clinton und von 2001 bis 2015 Präsidentin der University of Miami. Sie gehört von 2019 bis 2021 für den 27. Kongresswahlbezirk Floridas dem Repräsentantenhaus der Vereinigten Staaten an.

## Biografie

### Familie und Ausbildung
Die Tochter arabischstämmiger Eltern, der Anwältin Edna Smith und des Lebensmittelhändlers James Abraham Shalala, der sich in der syrisch-libanesischen Gemeinschaft engagierte, wuchs in Cleveland (Ohio) auf. Sie besuchte dort mit ihrer Zwillingsschwester die West Tech High School, die sie 1958 abschloss. Anschließend studierte sie Geschichte am Western College for Women in Ohio, an dem sie 1962 den Bachelor of Arts erlangte. Shalala diente zwischen 1962 und 1964 als einer der ersten freiwilligen Helfer des Friedenscorps im Iran und half dort mit, eine Landwirtschaftsfakultät in Ahvaz aufzubauen. An der Syracuse University studierte sie anschließend mithilfe einer Carnegie Research Fellowship Sozialwissenschaften und schloss dort 1968 mit dem Master of Arts ab. 1970 erhielt sie den Ph.D. Sie begann in New York City akademisch zu lehren, bis 1972 am Baruch College und anschließend am Teachers’ College der Columbia University.

### Politischer und akademischer Aufstieg
Shalala verließ 1975 die akademische Laufbahn und arbeitete als Direktorin der Municipal Assistance Corporation an der Überwindung der Schuldenkrise der Stadt New York. 1976 gab sie unter anderem Vorlesungen an der Harvard Law School. Von 1977 bis 1980 war sie während der Amtszeit von US-Präsident Jimmy Carter als Assistentin von Patricia Roberts Harris für Politische Forschung und Entwicklung im Wohnungsbauministerium zuständig.
Im Anschluss wurde sie 1980 im Alter von 39 Jahren Präsidentin des Hunter College, einem Teil der City University of New York. Während der dortigen Tätigkeit erwarb sie sich den Ruf einer Feministin bei der Förderung der Verstärkung von Frauen und Minderheiten an den Fakultäten und der Universitätsverwaltung. Sie gründete dort die Frauenrechtsorganisation EMILY’s List mit. 1982 wurde sie in den Council on Foreign Relations gewählt. 1988 wurde sie Kanzlerin (Chancellor) der University of Wisconsin–Madison und als solche die erste Frau an der Spitze einer der sogenannten Big-Ten-Universitäten. Als Kanzlerin führte sie den „Madison-Plan“ zur Bekämpfung von Rassismus an der Universität ein. Die Zeitschrift Business Week bezeichnete sie als eine der fünf besten Manager in der Hochschulbildung; sie warb über 400 Millionen US-Dollar für ihre Institution ein.

### Gesundheitsministerin 1993 bis 2001
Am 22. Januar 1993 berief US-Präsident Bill Clinton sie als Gesundheitsministerin (Secretary of Health and Human Services) in sein Kabinett – unter anderem wegen ihrer Leitung des Children’s Defense Fund und als erste Libanesischstämmige in einer US-Regierung. Während der Debatte um die Einführung einer generellen Krankenversicherung vor dem US-Kongress 1994 nahm sie als solche eine führende Rolle ein, wenngleich die von der damaligen First Lady Hillary Clinton unterstützte Kampagne letztlich erfolglos blieb. Shalala half in der Folgezeit bei der Organisation des Kinderkrankenversicherungsprogramms (Children’s Health Insurance Program), das mehr als 2,5 Millionen Kindern eine Krankenversicherung ermöglichte.
Daneben war sie an der Beseitigung von Unterschieden im Gesundheitswesen aufgrund der Rasse beteiligt wie auch bei Programmen zur Verringerung der Gewalt gegen Frauen und der Verbesserung der Medikation bei AIDS. Viele ihrer Maßnahmen geschahen in Zusammenarbeit mit privaten Organisationen, um die Gesundheit von Kindern und jungen Erwachsenen zu verbessern, insbesondere bei der Durchsetzung von Rauchverboten. Politisch stand sie links der Linie der Regierung Clinton und lehnte die 1996 beschlossene Verringerung der Sozialfürsorge ab.
Mit dem Ende der Amtszeit Präsident Clintons am 20. Januar 2001 schied Shalala aus der Regierung aus und war mit acht Jahren die am längsten amtierende Gesundheitsministerin der USA.

### Universitätspräsidentin 2001 bis 2015
Anschließend wurde sie 2001 Präsidentin der University of Miami und blieb in diesem Amt bis 2015. 2007 leitete sie gemeinsam mit Bob Dole die von George W. Bush einberufene President’s Commission on Care for America’s Returning Wounded Warriors, die sich für die Belange von Veteranen einsetzte. In verschiedenen Gremien übte sie weitere Beratertätigkeiten aus. Ab 2015 beriet sie Thinktanks wie die Brookings Institution und das Council on Foreign Relations in Fragen auswärtiger Politik und Wirtschaft. Von 2015 bis April 2017 war sie Präsidentin der Clinton Foundation und lehrte daraufhin politische Wissenschaft an der University of Miami.

### Kongressabgeordnete ab 2019
Im März 2018 gab Shalala bekannt, sich bei der Wahl im November 2018 für den 27. Kongresswahlbezirk Floridas im Repräsentantenhaus der Vereinigten Staaten zu bewerben. Bisher hatte das Mandat die zentristische Republikanerin Ileana Ros-Lehtinen inne, die 2018 nicht mehr antrat. Der Wahlbezirk umfasst die urbanisierten Gebiete Miami Beach, die Küste des Miami-Dade County und die Innenstadt Miamis; Hillary Clinton hatte dort bei der Präsidentschaftswahl 2016 mit 19,7 Prozent Vorsprung vor Donald Trump gewonnen, weshalb die Demokraten gute Chancen sahen, diesen Sitz zu erobern. Bei der parteiinternen Vorwahl der Demokraten trat sie gegen eine Reihe profilierter Politiker an. Sie gewann die Vorwahl am 28. August 2018 mit 31,9 Prozent und gut vier Prozentpunkten Vorsprung vor dem Zweitplatzierten.
Shalala trat bei der Hauptwahl im November 2018 gegen die Republikanerin Maria Elvira Salazar an, die als langjährige Fernsehjournalistin lokal weithin bekannt ist. Interne Umfragen sahen beide Kandidatinnen im September 2018 weitgehend gleichauf. Trotzdem setzte sich Shalala bei der Wahl mit 52 zu 46 Prozent der Stimmen durch. Shalala, die nie zuvor bei einer politischen Wahl angetreten war, war bei ihrer Vereidigung am 3. Januar 2019 mit 77 Jahren die älteste neue Kongressabgeordnete überhaupt. Bei der Wahl 2020 unterlag sie der republikanischen Gegenkandidatin Maria Elvira Salazar.

## Ehrungen
Donna Shalala ist vielfach ausgezeichnet und geehrt worden. 1992 erhielt sie den National Public Service Award und wurde im selben Jahr von Bloomberg Businessweek zu einem der fünf besten Manager in höherer Bildung gekürt. U.S. News & World Report bezeichnete sie 2005 als eine von „America’s Best Leaders“. 2008 erhielt sie die Presidential Medal of Freedom von Präsident George W. Bush und den Nelson Mandela Award, 2011 wurde sie in die National Women’s Hall of Fame aufgenommen. Shalala ist Mitglied in sieben wissenschaftlichen Akademien, darunter der American Academy of Arts and Sciences (seit 1992), der American Philosophical Society und der National Academy of Medicine, und hat etwa fünfzig Ehrendoktorwürden erhalten.